# DeForest Richards

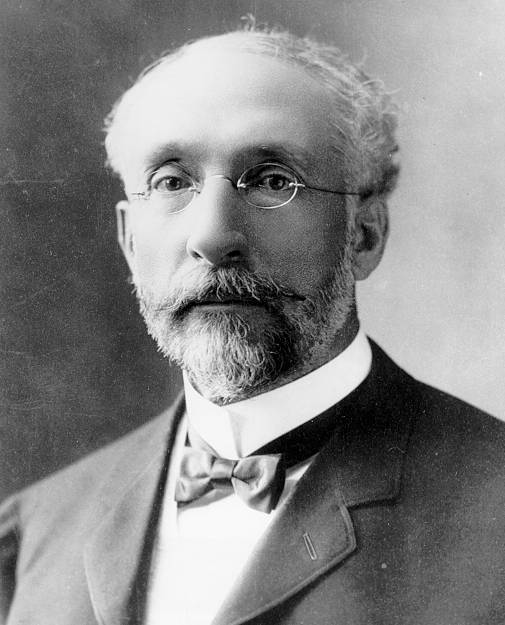
DeForest Richards

DeForest Richards, född 6 augusti 1846 i Charlestown, New Hampshire, död 28 april 1903, var en amerikansk politiker (republikan). Han var guvernör i delstaten Wyoming från 1899 fram till sin död.
Under rekonstruktionstiden tjänstgjorde Richards som sheriff i Wilcox County i Alabama. Han inledde sin karriär inom bankbranschen i Nebraska och startade sedan en bank i Douglas i Wyomingterritoriet. Som staden Douglas borgmästare tjänstgjorde han 1891–1894.
Richards besegrade Horace C. Alger i guvernörsvalet 1898 och efterträdde i januari 1899 William A. Richards som guvernör. I guvernörsvalet 1902 vann han sedan överlägset mot George T. Beck. DeForest Richards avled 1903 i ämbetet och efterträddes av Fenimore Chatterton.